# Hypodoryctes rondo
Hypodoryctes rondo är en stekelart som beskrevs av Sergey A. Belokobylskij och Chen 2004. Hypodoryctes rondo ingår i släktet Hypodoryctes och familjen bracksteklar. Inga underarter finns listade i Catalogue of Life.